# Lista över fornlämningar i Nyköpings kommun (Svärta)
Lista över fornlämningar i Nyköpings kommun (Svärta) är en förteckning av ett urval av de fornlämningar som finns i Svärta i Nyköpings kommun.
| Namn                          | Lämningstyp                 | Tillkomsttid | Historisk indelning  | Plats    | Läge                 | ID-nr          | Bild                                      |
| ----------------------------- | --------------------------- | ------------ | -------------------- | -------- | -------------------- | -------------- | ----------------------------------------- |
| Svärta 1:1                    | Stensättning                |              | Svärta, Södermanland |          | 58.766938, 17.081328 | 10037200010001 | Ladda upp en bild av detta fornminne      |
| Svärta 1:2                    | Stensättning                |              | Svärta, Södermanland |          | 58.766989, 17.081538 | 10037200010002 | Ladda upp en bild av detta fornminne      |
| Svärta 1:3                    | Stensättning                |              | Svärta, Södermanland |          | 58.766915, 17.081690 | 10037200010003 | Ladda upp en bild av detta fornminne      |
| Svärta 6:1                    | Hög                         |              | Svärta, Södermanland |          | 58.778106, 17.076833 | 10037200060001 | Ladda upp en bild av detta fornminne      |
| Svärta 6:2                    | Hög                         |              | Svärta, Södermanland |          | 58.778001, 17.076748 | 10037200060002 | Ladda upp en bild av detta fornminne      |
| Svärta 6:3                    | Hög                         |              | Svärta, Södermanland |          | 58.778055, 17.076640 | 10037200060003 | Ladda upp en bild av detta fornminne      |
| Svärta 12:1                   | Stensättning                |              | Svärta, Södermanland |          | 58.785060, 17.090850 | 10037200120001 | Ladda upp en bild av detta fornminne      |
| Hasselö skans (Svärta 16:1)   | Fästning/skans              |              | Svärta, Södermanland |          | 58.729022, 17.123723 | 10037200160001 | Ladda upp en bild av detta fornminne      |
| Svärta 17:1                   | Fästning/skans              |              | Svärta, Södermanland |          | 58.728650, 17.127258 | 10037200170001 | Ladda upp en bild av detta fornminne      |
| Svärta 19:1                   | Stensättning                |              | Svärta, Södermanland |          | 58.753259, 17.112778 | 10037200190001 | Ladda upp en bild av detta fornminne      |
| Svärta 20:1                   | Fornborg                    |              | Svärta, Södermanland |          | 58.765247, 17.116180 | 10037200200001 | Ladda upp en bild av detta fornminne      |
| Svärta 21:1                   | Gravfält                    |              | Svärta, Södermanland |          | 58.787468, 17.101289 | 10037200210001 | Ladda upp en bild av detta fornminne      |
| Svärta 22:1                   | Stensättning                |              | Svärta, Södermanland |          | 58.783749, 17.108770 | 10037200220001 | Ladda upp en bild av detta fornminne      |
| Svärta 23:1                   | Stensättning                |              | Svärta, Södermanland |          | 58.785583, 17.112436 | 10037200230001 | Ladda upp en bild av detta fornminne      |
| Svärta 24:1                   | Stensättning                |              | Svärta, Södermanland |          | 58.787673, 17.113346 | 10037200240001 | Ladda upp en bild av detta fornminne      |
| Svärta 25:1                   | Stensättning                |              | Svärta, Södermanland |          | 58.788586, 17.114192 | 10037200250001 | Ladda upp en bild av detta fornminne      |
| Svärta 26:1                   | Stensättning                |              | Svärta, Södermanland |          | 58.789667, 17.114061 | 10037200260001 | Ladda upp en bild av detta fornminne      |
| Svärta 27:1                   | Gravfält                    |              | Svärta, Södermanland |          | 58.790175, 17.114414 | 10037200270001 | Ladda upp en bild av detta fornminne      |
| Svärta 28:1                   | Stensättning                |              | Svärta, Södermanland |          | 58.789865, 17.113432 | 10037200280001 | Ladda upp en bild av detta fornminne      |
| Svärta 29:1                   | Röse                        |              | Svärta, Södermanland |          | 58.789090, 17.112333 | 10037200290001 | Ladda upp en bild av detta fornminne      |
| Svärta 30:1                   | Stensättning                |              | Svärta, Södermanland |          | 58.788674, 17.111947 | 10037200300001 | Ladda upp en bild av detta fornminne      |
| Svärta 31:1                   | Stensättning                |              | Svärta, Södermanland |          | 58.788179, 17.111331 | 10037200310001 | Ladda upp en bild av detta fornminne      |
| Svärta 32:1                   | Stensättning                |              | Svärta, Södermanland |          | 58.785113, 17.114435 | 10037200320001 | Ladda upp en bild av detta fornminne      |
| Svärta 35:1                   | Fornborg                    |              | Svärta, Södermanland |          | 58.783810, 17.119589 | 10037200350001 | Ladda upp en bild av detta fornminne      |
| Svärta 36:1                   | Stensättning                |              | Svärta, Södermanland |          | 58.792422, 17.119285 | 10037200360001 | Ladda upp en bild av detta fornminne      |
| Svärta 37:1                   | Stensättning                |              | Svärta, Södermanland |          | 58.792022, 17.121375 | 10037200370001 | Ladda upp en bild av detta fornminne      |
| Svärta 38:1                   | Stensättning                |              | Svärta, Södermanland |          | 58.789385, 17.123982 | 10037200380001 | Ladda upp en bild av detta fornminne      |
| Svärta 38:2                   | Stensättning                |              | Svärta, Södermanland |          | 58.789521, 17.123920 | 10037200380002 | Ladda upp en bild av detta fornminne      |
| Svärta 39:1                   | Stensättning                |              | Svärta, Södermanland |          | 58.787761, 17.128635 | 10037200390001 | Ladda upp en bild av detta fornminne      |
| Svärta 40:1                   | Stensättning                |              | Svärta, Södermanland |          | 58.793318, 17.119490 | 10037200400001 | Ladda upp en bild av detta fornminne      |
| Svärta 41:1                   | Stensättning                |              | Svärta, Södermanland |          | 58.785067, 17.132658 | 10037200410001 | Ladda upp en bild av detta fornminne      |
| Svärta 42:1                   | Stensättning                |              | Svärta, Södermanland |          | 58.786582, 17.130526 | 10037200420001 | Ladda upp en bild av detta fornminne      |
| Svärta 43:1                   | Stensättning                |              | Svärta, Södermanland |          | 58.787138, 17.132426 | 10037200430001 | Ladda upp en bild av detta fornminne      |
| Svärta 43:2                   | Stensättning                |              | Svärta, Södermanland |          | 58.787123, 17.132841 | 10037200430002 | Ladda upp en bild av detta fornminne      |
| Svärta 44:1                   | Stensättning                |              | Svärta, Södermanland |          | 58.786223, 17.133535 | 10037200440001 | Ladda upp en bild av detta fornminne      |
| Svärta 48:1                   | Gravfält                    |              | Svärta, Södermanland |          | 58.793562, 17.123628 | 10037200480001 | Ladda upp en bild av detta fornminne      |
| Svärta 49:1                   | Stensättning                |              | Svärta, Södermanland |          | 58.789002, 17.130400 | 10037200490001 | Ladda upp en bild av detta fornminne      |
| Svärta 49:2                   | Stensättning                |              | Svärta, Södermanland |          | 58.789118, 17.131116 | 10037200490002 | Ladda upp en bild av detta fornminne      |
| Svärta 51:1                   | Gravfält                    |              | Svärta, Södermanland |          | 58.790652, 17.132566 | 10037200510001 | Ladda upp en bild av detta fornminne      |
| Svärta 52:1                   | Hällristning                |              | Svärta, Södermanland |          | 58.797190, 17.123065 | 10037200520001 | Ladda upp en bild av detta fornminne      |
| Svärta 52:2                   | Hällristning                |              | Svärta, Södermanland |          | 58.797335, 17.122933 | 10037200520002 | Ladda upp en bild av detta fornminne      |
| Svärta 55:1                   | Gravfält                    |              | Svärta, Södermanland |          | 58.792327, 17.103379 | 10037200550001 | Ladda upp en bild av detta fornminne      |
| Svärta 58:1                   | Gravfält                    |              | Svärta, Södermanland |          | 58.797095, 17.105810 | 10037200580001 | Ladda upp en bild av detta fornminne      |
| Svärta 59:1                   | Gravfält                    |              | Svärta, Södermanland |          | 58.796684, 17.103921 | 10037200590001 | Ladda upp en bild av detta fornminne      |
| Svärta 60:1                   | Gravfält                    |              | Svärta, Södermanland |          | 58.796219, 17.105077 | 10037200600001 | Ladda upp en bild av detta fornminne      |
| Svärta 63:1                   | Gravfält                    |              | Svärta, Södermanland |          | 58.795642, 17.102929 | 10037200630001 | Ladda upp en bild av detta fornminne      |
| Svärta 64:1                   | Stensättning                |              | Svärta, Södermanland |          | 58.794980, 17.099673 | 10037200640001 | Ladda upp en bild av detta fornminne      |
| Svärta 64:2                   | Stensättning                |              | Svärta, Södermanland |          | 58.795029, 17.099433 | 10037200640002 | Ladda upp en bild av detta fornminne      |
| Svärta 66:1                   | Stensättning                |              | Svärta, Södermanland |          | 58.794223, 17.091040 | 10037200660001 | Ladda upp en bild av detta fornminne      |
| Svärta 67:1                   | Gravfält                    |              | Svärta, Södermanland |          | 58.794958, 17.088932 | 10037200670001 | Ladda upp en bild av detta fornminne      |
| Svärta 68:1                   | Stensättning                |              | Svärta, Södermanland |          | 58.790735, 17.090877 | 10037200680001 | Ladda upp en bild av detta fornminne      |
| Svärta 68:2                   | Stensättning                |              | Svärta, Södermanland |          | 58.790722, 17.090564 | 10037200680002 | Ladda upp en bild av detta fornminne      |
| Svärta 69:1                   | Stensättning                |              | Svärta, Södermanland |          | 58.788997, 17.093358 | 10037200690001 | Ladda upp en bild av detta fornminne      |
| Svärta 70:1                   | Gravfält                    |              | Svärta, Södermanland |          | 58.787803, 17.085704 | 10037200700001 | Ladda upp en bild av detta fornminne      |
| Svärta 71:1                   | Gravfält                    |              | Svärta, Södermanland |          | 58.791834, 17.086081 | 10037200710001 | Ladda upp en bild av detta fornminne      |
| Svärta 72:1                   | Stensättning                |              | Svärta, Södermanland |          | 58.800629, 17.108390 | 10037200720001 | Ladda upp en bild av detta fornminne      |
| Svärta 73:1                   | Gravfält                    |              | Svärta, Södermanland |          | 58.802271, 17.101769 | 10037200730001 | Ladda upp en bild av detta fornminne      |
| Svärta 74:1                   | Gravfält                    |              | Svärta, Södermanland |          | 58.802691, 17.101788 | 10037200740001 | Ladda upp en bild av detta fornminne      |
| Nälberga (Svärta 75:1)        | Gravfält                    |              | Svärta, Södermanland |          | 58.801812, 17.115102 | 10037200750001 | Ladda upp en bild av detta fornminne      |
| Svärta 76:1                   | Gravfält                    |              | Svärta, Södermanland |          | 58.801633, 17.113754 | 10037200760001 | Ladda upp en bild av detta fornminne      |
| Svärta 79:1                   | Gravfält                    |              | Svärta, Södermanland |          | 58.803242, 17.114996 | 10037200790001 | Ladda upp en bild av detta fornminne      |
| Sö 170 (Svärta 80:1)          | Runristning                 |              | Svärta, Södermanland | Nälberga | 58.803577, 17.114864 | 10037200800001 | Ladda upp en till bild av detta fornminne |
| Svärta 81:1                   | Hög                         |              | Svärta, Södermanland |          | 58.803645, 17.113696 | 10037200810001 | Ladda upp en bild av detta fornminne      |
| Svärta 81:2                   | Stensättning                |              | Svärta, Södermanland |          | 58.803522, 17.113482 | 10037200810002 | Ladda upp en bild av detta fornminne      |
| Svärta 82:1                   | Stensättning                |              | Svärta, Södermanland |          | 58.802910, 17.112293 | 10037200820001 | Ladda upp en bild av detta fornminne      |
| Svärta 82:2                   | Stensättning                |              | Svärta, Södermanland |          | 58.802831, 17.112269 | 10037200820002 | Ladda upp en bild av detta fornminne      |
| Svärta 82:3                   | Stensättning                |              | Svärta, Södermanland |          | 58.803024, 17.112481 | 10037200820003 | Ladda upp en bild av detta fornminne      |
| Svärta 82:4                   | Stensättning                |              | Svärta, Södermanland |          | 58.802676, 17.112268 | 10037200820004 | Ladda upp en bild av detta fornminne      |
| Svärta 83:1                   | Gravfält                    |              | Svärta, Södermanland |          | 58.801599, 17.111856 | 10037200830001 | Ladda upp en bild av detta fornminne      |
| Svärta 84:1                   | Stenkrets                   |              | Svärta, Södermanland |          | 58.804783, 17.114686 | 10037200840001 | Ladda upp en bild av detta fornminne      |
| Svärta 86:1                   | Hög                         |              | Svärta, Södermanland |          | 58.804425, 17.117405 | 10037200860001 | Ladda upp en bild av detta fornminne      |
| Svärta 90:1                   | Stensättning                |              | Svärta, Södermanland |          | 58.810617, 17.120336 | 10037200900001 | Ladda upp en bild av detta fornminne      |
| Svärta 92:1                   | Stensättning                |              | Svärta, Södermanland |          | 58.809188, 17.118898 | 10037200920001 | Ladda upp en bild av detta fornminne      |
| Svärta 92:2                   | Stensättning                |              | Svärta, Södermanland |          | 58.809061, 17.118962 | 10037200920002 | Ladda upp en bild av detta fornminne      |
| Svärta 92:3                   | Röse                        |              | Svärta, Södermanland |          | 58.808890, 17.118971 | 10037200920003 | Ladda upp en bild av detta fornminne      |
| Svärta 93:1                   | Gravfält                    |              | Svärta, Södermanland |          | 58.808393, 17.119299 | 10037200930001 | Ladda upp en bild av detta fornminne      |
| Svärta 95:1                   | Stensättning                |              | Svärta, Södermanland |          | 58.804222, 17.125638 | 10037200950001 | Ladda upp en bild av detta fornminne      |
| Svärta 95:2                   | Stensättning                |              | Svärta, Södermanland |          | 58.804390, 17.125820 | 10037200950002 | Ladda upp en bild av detta fornminne      |
| Svärta 96:1                   | Stensättning                |              | Svärta, Södermanland |          | 58.803754, 17.124923 | 10037200960001 | Ladda upp en bild av detta fornminne      |
| Svärta 97:1                   | Gravfält                    |              | Svärta, Södermanland |          | 58.803553, 17.123171 | 10037200970001 | Ladda upp en bild av detta fornminne      |
| Svärta 98:1                   | Röse                        |              | Svärta, Södermanland |          | 58.804410, 17.123535 | 10037200980001 | Ladda upp en bild av detta fornminne      |
| Svärta 99:1                   | Gravfält                    |              | Svärta, Södermanland |          | 58.805838, 17.125041 | 10037200990001 | Ladda upp en bild av detta fornminne      |
| Svärta 101:1                  | Stensättning                |              | Svärta, Södermanland |          | 58.804282, 17.120913 | 10037201010001 | Ladda upp en bild av detta fornminne      |
| Svärta 102:1                  | Stensättning                |              | Svärta, Södermanland |          | 58.806621, 17.121407 | 10037201020001 | Ladda upp en bild av detta fornminne      |
| Svärta 107:1                  | Fornborg                    |              | Svärta, Södermanland |          | 58.799226, 17.102671 | 10037201070001 | Ladda upp en bild av detta fornminne      |
| Svärta 108:1                  | Gravfält                    |              | Svärta, Södermanland |          | 58.798553, 17.092463 | 10037201080001 | Ladda upp en bild av detta fornminne      |
| Svärta 109:1                  | Gravfält                    |              | Svärta, Södermanland |          | 58.810512, 17.095464 | 10037201090001 | Ladda upp en bild av detta fornminne      |
| Svärta 110:1                  | Stensättning                |              | Svärta, Södermanland |          | 58.813378, 17.097549 | 10037201100001 | Ladda upp en bild av detta fornminne      |
| Svärta 111:1                  | Gravfält                    |              | Svärta, Södermanland |          | 58.817751, 17.095938 | 10037201110001 | Ladda upp en bild av detta fornminne      |
| Svärta 112:1                  | Gravfält                    |              | Svärta, Södermanland |          | 58.817543, 17.077135 | 10037201120001 | Ladda upp en bild av detta fornminne      |
| Svärta 114:1                  | Stensättning                |              | Svärta, Södermanland |          | 58.814208, 17.068431 | 10037201140001 | Ladda upp en bild av detta fornminne      |
| Svärta 116:1                  | Stensättning                |              | Svärta, Södermanland |          | 58.816477, 17.064726 | 10037201160001 | Ladda upp en bild av detta fornminne      |
| Svärta 117:1                  | Gravfält                    |              | Svärta, Södermanland |          | 58.822148, 17.067679 | 10037201170001 | Ladda upp en bild av detta fornminne      |
| Svärta 119:1                  | Gravfält                    |              | Svärta, Södermanland |          | 58.822483, 17.069290 | 10037201190001 | Ladda upp en bild av detta fornminne      |
| Svärta 121:1                  | Stensättning                |              | Svärta, Södermanland |          | 58.820692, 17.062844 | 10037201210001 | Ladda upp en bild av detta fornminne      |
| Svärta 122:1                  | Stensättning                |              | Svärta, Södermanland |          | 58.821125, 17.061998 | 10037201220001 | Ladda upp en bild av detta fornminne      |
| Svärta 122:2                  | Stensättning                |              | Svärta, Södermanland |          | 58.821023, 17.062288 | 10037201220002 | Ladda upp en bild av detta fornminne      |
| Svärta 126:1                  | Stensättning                |              | Svärta, Södermanland |          | 58.826043, 17.065070 | 10037201260001 | Ladda upp en bild av detta fornminne      |
| Svärta 127:1                  | Gravfält                    |              | Svärta, Södermanland |          | 58.827494, 17.069433 | 10037201270001 | Ladda upp en bild av detta fornminne      |
| Svärta 128:1                  | Gravfält                    |              | Svärta, Södermanland |          | 58.828330, 17.069181 | 10037201280001 | Ladda upp en bild av detta fornminne      |
| Svärta 129:1                  | Gravfält                    |              | Svärta, Södermanland |          | 58.828777, 17.067273 | 10037201290001 | Ladda upp en bild av detta fornminne      |
| Svärta 130:1                  | Gravfält                    |              | Svärta, Södermanland |          | 58.825371, 17.076258 | 10037201300001 | Ladda upp en bild av detta fornminne      |
| Svärta 131:1                  | Gravfält                    |              | Svärta, Södermanland |          | 58.826590, 17.076525 | 10037201310001 | Ladda upp en bild av detta fornminne      |
| Svärta 131:2                  | Stensättning                |              | Svärta, Södermanland |          | 58.826980, 17.075599 | 10037201310002 | Ladda upp en bild av detta fornminne      |
| Svärta 132:1                  | Gravfält                    |              | Svärta, Södermanland |          | 58.828779, 17.083211 | 10037201320001 | Ladda upp en bild av detta fornminne      |
| Svärta 133:1                  | Stensättning                |              | Svärta, Södermanland |          | 58.831725, 17.077297 | 10037201330001 | Ladda upp en bild av detta fornminne      |
| Svärta 133:2                  | Stensättning                |              | Svärta, Södermanland |          | 58.831426, 17.077473 | 10037201330002 | Ladda upp en bild av detta fornminne      |
| Svärta 134:1                  | Gravfält                    |              | Svärta, Södermanland |          | 58.830318, 17.076593 | 10037201340001 | Ladda upp en bild av detta fornminne      |
| Svärta 136:1                  | Hög                         |              | Svärta, Södermanland |          | 58.828837, 17.080921 | 10037201360001 | Ladda upp en bild av detta fornminne      |
| Svärta 137:1                  | Stensättning                |              | Svärta, Södermanland |          | 58.830721, 17.085517 | 10037201370001 | Ladda upp en bild av detta fornminne      |
| Svärta 137:2                  | Stensättning                |              | Svärta, Södermanland |          | 58.831041, 17.085844 | 10037201370002 | Ladda upp en bild av detta fornminne      |
| Svärta 139:1                  | Gravfält                    |              | Svärta, Södermanland |          | 58.830170, 17.087069 | 10037201390001 | Ladda upp en bild av detta fornminne      |
| Svärta 141:1                  | Gravfält                    |              | Svärta, Södermanland |          | 58.828427, 17.097999 | 10037201410001 | Ladda upp en bild av detta fornminne      |
| Svärta 142:1                  | Fornborg                    |              | Svärta, Södermanland |          | 58.827185, 17.095580 | 10037201420001 | Ladda upp en bild av detta fornminne      |
| Svärta 143:1                  | Hög                         |              | Svärta, Södermanland |          | 58.825635, 17.095692 | 10037201430001 | Ladda upp en bild av detta fornminne      |
| Svärta 144:1                  | Stensättning                |              | Svärta, Södermanland |          | 58.806264, 17.131141 | 10037201440001 | Ladda upp en bild av detta fornminne      |
| Svärta 144:2                  | Stensättning                |              | Svärta, Södermanland |          | 58.806370, 17.131267 | 10037201440002 | Ladda upp en bild av detta fornminne      |
| Svärta 145:1                  | Grav markerad av sten/block |              | Svärta, Södermanland |          | 58.806269, 17.129305 | 10037201450001 | Ladda upp en bild av detta fornminne      |
| Svärta 145:2                  | Stensättning                |              | Svärta, Södermanland |          | 58.806334, 17.129170 | 10037201450002 | Ladda upp en bild av detta fornminne      |
| Svärta 147:1                  | Hög                         |              | Svärta, Södermanland |          | 58.827352, 17.099968 | 10037201470001 | Ladda upp en bild av detta fornminne      |
| Svärta 148:1                  | Gravfält                    |              | Svärta, Södermanland |          | 58.829647, 17.104486 | 10037201480001 | Ladda upp en bild av detta fornminne      |
| Svärta 149:2                  | Stensättning                |              | Svärta, Södermanland |          | 58.832076, 17.105703 | 10037201490002 | Ladda upp en bild av detta fornminne      |
| Svärta 151:1                  | Fornborg                    |              | Svärta, Södermanland |          | 58.802414, 17.133526 | 10037201510001 | Ladda upp en bild av detta fornminne      |
| Svärta 153:1                  | Fornborg                    |              | Svärta, Södermanland |          | 58.847667, 17.145163 | 10037201530001 | Ladda upp en bild av detta fornminne      |
| Svärta 158:1                  | Hällristning                |              | Svärta, Södermanland |          | 58.775088, 17.097124 | 10037201580001 | Ladda upp en bild av detta fornminne      |
| Svärta 158:2                  | Hällristning                |              | Svärta, Södermanland |          | 58.775010, 17.097481 | 10037201580002 | Ladda upp en bild av detta fornminne      |
| Svärta 158:3                  | Hällristning                |              | Svärta, Södermanland |          | 58.774976, 17.097947 | 10037201580003 | Ladda upp en bild av detta fornminne      |
| Svärta 158:4                  | Hällristning                |              | Svärta, Södermanland |          | 58.774877, 17.097924 | 10037201580004 | Ladda upp en bild av detta fornminne      |
| Svärta 160:1                  | Stensättning                |              | Svärta, Södermanland |          | 58.805531, 17.125840 | 10037201600001 | Ladda upp en bild av detta fornminne      |
| Svärta 161:1                  | Röse                        |              | Svärta, Södermanland |          | 58.755381, 17.077183 | 10037201610001 | Ladda upp en bild av detta fornminne      |
| Svärta 161:2                  | Stensättning                |              | Svärta, Södermanland |          | 58.755525, 17.076568 | 10037201610002 | Ladda upp en bild av detta fornminne      |
| Svärta 161:3                  | Stensättning                |              | Svärta, Södermanland |          | 58.755571, 17.076467 | 10037201610003 | Ladda upp en bild av detta fornminne      |
| Gamla Ingelsta (Svärta 162:1) | Stensättning                |              | Svärta, Södermanland |          | 58.828701, 17.080291 | 10037201620001 | Ladda upp en bild av detta fornminne      |
| Gamla Ingelsta (Svärta 162:2) | Stensättning                |              | Svärta, Södermanland |          | 58.828690, 17.080429 | 10037201620002 | Ladda upp en bild av detta fornminne      |
| Gamla Ingelsta (Svärta 162:3) | Stensättning                |              | Svärta, Södermanland |          | 58.828671, 17.080550 | 10037201620003 | Ladda upp en bild av detta fornminne      |
| Svärta 168:1                  | Stensättning                |              | Svärta, Södermanland |          | 58.782750, 17.106413 | 10037201680001 | Ladda upp en bild av detta fornminne      |
| Svärta 171:1                  | Stensättning                |              | Svärta, Södermanland |          | 58.785555, 17.083779 | 10037201710001 | Ladda upp en bild av detta fornminne      |
| Svärta 180:1                  | Stensättning                |              | Svärta, Södermanland |          | 58.751448, 17.129418 | 10037201800001 | Ladda upp en bild av detta fornminne      |
| Svärta 180:2                  | Stensättning                |              | Svärta, Södermanland |          | 58.751294, 17.129530 | 10037201800002 | Ladda upp en bild av detta fornminne      |
| Svärta 182:1                  | Stensättning                |              | Svärta, Södermanland |          | 58.749141, 17.148902 | 10037201820001 | Ladda upp en bild av detta fornminne      |
| Svärta 200:1                  | Hällristning                |              | Svärta, Södermanland |          | 58.793202, 17.104802 | 10037202000001 | Ladda upp en bild av detta fornminne      |
| Svärta 200:2                  | Hällristning                |              | Svärta, Södermanland |          | 58.793057, 17.104881 | 10037202000002 | Ladda upp en bild av detta fornminne      |
| Svärta 200:3                  | Hällristning                |              | Svärta, Södermanland |          | 58.793049, 17.104759 | 10037202000003 | Ladda upp en bild av detta fornminne      |
| Svärta 200:4                  | Hällristning                |              | Svärta, Södermanland |          | 58.792825, 17.104713 | 10037202000004 | Ladda upp en bild av detta fornminne      |
| Svärta 202:1                  | Stensättning                |              | Svärta, Södermanland |          | 58.782836, 17.105466 | 10037202020001 | Ladda upp en bild av detta fornminne      |
| Hasselö skans (Svärta 222:1)  | Fästning/skans              |              | Svärta, Södermanland |          | 58.729395, 17.121051 | 10037202220001 | Ladda upp en bild av detta fornminne      |
| Svärta 226:1                  | Hällristning                |              | Svärta, Södermanland |          | 58.794131, 17.104175 | 10037202260001 | Ladda upp en bild av detta fornminne      |
| Svärta 226:2                  | Hällristning                |              | Svärta, Södermanland |          | 58.794032, 17.104199 | 10037202260002 | Ladda upp en bild av detta fornminne      |
| Svärta 228:1                  | Stensättning                |              | Svärta, Södermanland |          | 58.814632, 17.069040 | 10037202280001 | Ladda upp en bild av detta fornminne      |
| Svärta 229:1                  | Hällristning                |              | Svärta, Södermanland |          | 58.813893, 17.069889 | 10037202290001 | Ladda upp en bild av detta fornminne      |
| Svärta 238:1                  | Hällristning                |              | Svärta, Södermanland |          | 58.803881, 17.109949 | 10037202380001 | Ladda upp en bild av detta fornminne      |
| Svärta 239:1                  | Hällristning                |              | Svärta, Södermanland |          | 58.805220, 17.114239 | 10037202390001 | Ladda upp en bild av detta fornminne      |
| Svärta 239:2                  | Hällristning                |              | Svärta, Södermanland |          | 58.805065, 17.114387 | 10037202390002 | Ladda upp en bild av detta fornminne      |
| Svärta 239:3                  | Hällristning                |              | Svärta, Södermanland |          | 58.804917, 17.114017 | 10037202390003 | Ladda upp en bild av detta fornminne      |
| Svärta 243:1                  | Stensättning                |              | Svärta, Södermanland |          | 58.803886, 17.115283 | 10037202430001 | Ladda upp en bild av detta fornminne      |
| Nälberga (Svärta 245:1)       | Hällristning                |              | Svärta, Södermanland |          | 58.801549, 17.115426 | 10037202450001 | Ladda upp en bild av detta fornminne      |
| Svärta 246:1                  | Stensättning                |              | Svärta, Södermanland |          | 58.804750, 17.125110 | 10037202460001 | Ladda upp en bild av detta fornminne      |
| Svärta 250:1                  | Stensättning                |              | Svärta, Södermanland |          | 58.801365, 17.135388 | 10037202500001 | Ladda upp en bild av detta fornminne      |
| Svärta 251:1                  | Röse                        |              | Svärta, Södermanland |          | 58.817550, 17.169700 | 10037202510001 | Ladda upp en bild av detta fornminne      |
| Svärta 252:1                  | Hällristning                |              | Svärta, Södermanland |          | 58.803137, 17.118347 | 10037202520001 | Ladda upp en bild av detta fornminne      |
| Svärta 260:1                  | Stensättning                |              | Svärta, Södermanland |          | 58.805777, 17.120622 | 10037202600001 | Ladda upp en bild av detta fornminne      |
| Svärta 263:1                  | Stensättning                |              | Svärta, Södermanland |          | 58.827677, 17.071715 | 10037202630001 | Ladda upp en bild av detta fornminne      |
| Svärta 274:1                  | Hällristning                |              | Svärta, Södermanland |          | 58.819657, 17.074960 | 10037202740001 | Ladda upp en bild av detta fornminne      |
| Svärta 279:1                  | Gravfält                    |              | Svärta, Södermanland |          | 58.822218, 17.116855 | 10037202790001 | Ladda upp en bild av detta fornminne      |
| Svärta 280:1                  | Hällristning                |              | Svärta, Södermanland |          | 58.822285, 17.118109 | 10037202800001 | Ladda upp en bild av detta fornminne      |
| Svärta 280:2                  | Hällristning                |              | Svärta, Södermanland |          | 58.822630, 17.117849 | 10037202800002 | Ladda upp en bild av detta fornminne      |
| Svärta 280:3                  | Hällristning                |              | Svärta, Södermanland |          | 58.822630, 17.117849 | 10037202800003 | Ladda upp en bild av detta fornminne      |
| Svärta 281:1                  | Hällristning                |              | Svärta, Södermanland |          | 58.819245, 17.126036 | 10037202810001 | Ladda upp en bild av detta fornminne      |
| Svärta 281:2                  | Hällristning                |              | Svärta, Södermanland |          | 58.819245, 17.126036 | 10037202810002 | Ladda upp en bild av detta fornminne      |
| Svärta 283:1                  | Stensättning                |              | Svärta, Södermanland |          | 58.819864, 17.128250 | 10037202830001 | Ladda upp en bild av detta fornminne      |
| Svärta 284:1                  | Gravfält                    |              | Svärta, Södermanland |          | 58.821007, 17.119868 | 10037202840001 | Ladda upp en bild av detta fornminne      |
| Svärta 285:1                  | Stensättning                |              | Svärta, Södermanland |          | 58.821750, 17.119158 | 10037202850001 | Ladda upp en bild av detta fornminne      |
| Svärta 290:1                  | Hällristning                |              | Svärta, Södermanland |          | 58.818943, 17.129955 | 10037202900001 | Ladda upp en bild av detta fornminne      |
| Svärta 290:2                  | Hällristning                |              | Svärta, Södermanland |          | 58.819116, 17.129790 | 10037202900002 | Ladda upp en bild av detta fornminne      |
| Svärta 293:1                  | Hällristning                |              | Svärta, Södermanland |          | 58.808348, 17.124851 | 10037202930001 | Ladda upp en bild av detta fornminne      |
| Svärta 293:2                  | Hällristning                |              | Svärta, Södermanland |          | 58.808249, 17.124881 | 10037202930002 | Ladda upp en bild av detta fornminne      |
| Svärta 294:1                  | Hällristning                |              | Svärta, Södermanland |          | 58.808260, 17.123305 | 10037202940001 | Ladda upp en bild av detta fornminne      |
| Svärta 294:2                  | Hällristning                |              | Svärta, Södermanland |          | 58.808330, 17.123464 | 10037202940002 | Ladda upp en bild av detta fornminne      |
| Svärta 295:1                  | Hög                         |              | Svärta, Södermanland |          | 58.827524, 17.124012 | 10037202950001 | Ladda upp en bild av detta fornminne      |
| Svärta 296:1                  | Stensättning                |              | Svärta, Södermanland |          | 58.831919, 17.073337 | 10037202960001 | Ladda upp en bild av detta fornminne      |
| Svärta 301:1                  | Fornborg                    |              | Svärta, Södermanland |          | 58.819417, 17.103653 | 10037203010001 | Ladda upp en bild av detta fornminne      |
| Svärta 302:1                  | Hög                         |              | Svärta, Södermanland |          | 58.817257, 17.097371 | 10037203020001 | Ladda upp en bild av detta fornminne      |
| Svärta 310                    | Husgrund, historisk tid     |              | Svärta, Södermanland |          | 58.759019, 17.077793 | 12000000007987 | Ladda upp en bild av detta fornminne      |
| Svärta 350                    | Hällristning                |              | Svärta, Södermanland |          | 58.810193, 17.126803 | 12000000008642 | Ladda upp en bild av detta fornminne      |
| Svärta 388                    | Lägenhetsbebyggelse         |              | Svärta, Södermanland |          | 58.827448, 17.113715 | 12000000008935 | Ladda upp en bild av detta fornminne      |
| Svärta 396                    | Stensättning                |              | Svärta, Södermanland |          | 58.818445, 17.064570 | 12000000008963 | Ladda upp en bild av detta fornminne      |
| Svärta 398                    | Hällristning                |              | Svärta, Södermanland |          | 58.824174, 17.067172 | 12000000008966 | Ladda upp en bild av detta fornminne      |
| Svärta 399                    | Kvarn                       |              | Svärta, Södermanland |          | 58.775513, 17.069837 | 12000000009006 | Ladda upp en bild av detta fornminne      |
| Svärta 468                    | Hällristning                |              | Svärta, Södermanland |          | 58.822940, 17.068714 | 12000000009391 | Ladda upp en bild av detta fornminne      |
| Svärta 481                    | Hällristning                |              | Svärta, Södermanland |          | 58.814494, 17.069496 | 12000000070326 | Ladda upp en bild av detta fornminne      |
| Svärta 482                    | Hällristning                |              | Svärta, Södermanland |          | 58.793996, 17.104389 | 12000000070540 | Ladda upp en bild av detta fornminne      |
| Svärta 483                    | Hällristning                |              | Svärta, Södermanland |          | 58.793998, 17.104192 | 12000000070542 | Ladda upp en bild av detta fornminne      |
| Svärta 484                    | Hällristning                |              | Svärta, Södermanland |          | 58.794028, 17.104336 | 12000000070544 | Ladda upp en bild av detta fornminne      |
| Svärta 485                    | Hällristning                |              | Svärta, Södermanland |          | 58.792856, 17.102566 | 12000000070595 | Ladda upp en bild av detta fornminne      |
| Svärta 486                    | Hällristning                |              | Svärta, Södermanland |          | 58.795609, 17.106565 | 12000000070597 | Ladda upp en bild av detta fornminne      |
| Svärta 488                    | Hällristning                |              | Svärta, Södermanland |          | 58.819791, 17.065854 | 12000000082385 | Ladda upp en bild av detta fornminne      |
| Svärta 489                    | Hällristning                |              | Svärta, Södermanland |          | 58.824018, 17.068163 | 12000000082387 | Ladda upp en bild av detta fornminne      |
| Svärta 490                    | Hällristning                |              | Svärta, Södermanland |          | 58.824056, 17.068368 | 12000000082389 | Ladda upp en bild av detta fornminne      |
| Svärta 491                    | Hällristning                |              | Svärta, Södermanland |          | 58.824638, 17.067780 | 12000000082391 | Ladda upp en bild av detta fornminne      |
| Svärta 492                    | Hällristning                |              | Svärta, Södermanland |          | 58.821681, 17.067156 | 12000000082393 | Ladda upp en bild av detta fornminne      |
| Svärta 493                    | Hällristning                |              | Svärta, Södermanland |          | 58.822360, 17.069861 | 12000000082395 | Ladda upp en bild av detta fornminne      |
| Svärta 494                    | Hällristning                |              | Svärta, Södermanland |          | 58.825433, 17.072000 | 12000000082397 | Ladda upp en bild av detta fornminne      |
| Nyköping 76:3                 | Stensättning                |              | Svärta, Södermanland |          | 58.755192, 17.076601 | 10035700760003 | Ladda upp en bild av detta fornminne      |